# Familia Somoza
La familia Somoza, llamada también dinastía somocista, y cuyo gobierno dictatorial fue denominado como somocismo, dictadura somocista, dictadura de los Somoza, régimen somocista o régimen de Somoza, fue una familia política nicaragüense de origen español que gobernó Nicaragua durante cuarenta y tres años, de 1937 a 1979. Su dictadura familiar, fundada por Anastasio Somoza García, fue continuada por sus dos hijos: Luis Somoza Debayle y Anastasio Somoza Debayle.
Finalmente, la familia Somoza fue derrocada del poder por el Frente Sandinista de Liberación Nacional (FSLN) durante la revolución nicaragüense.

## Historia

Anastasio Somoza García, fundador de la dictadura de la familia Somoza.

Anastasio Somoza García fue presidente de Nicaragua desde 1937 hasta 1956, siendo sucedido por su hijo mayor, Luis Somoza Debayle, quien ocupó la presidencia de 1957 a 1963. El hijo menor de los Somoza, Anastasio Somoza Debayle, tuvo dos mandatos presidenciales: 1967-1972 y 1974-1979. Aunque los Somoza no ocuparon la presidencia durante los cuarenta y tres años completos, continuaron gobernando a través de presidentes títeres y mediante su control de la Guardia Nacional.
Mientras la familia Somoza avanzaba hacia la modernización de Nicaragua, su gobierno se caracterizó por la represión y la desigualdad. Durante cuatro décadas, la familia acumuló riqueza mediante sobornos corporativos, monopolios industriales, apropiación de tierras y desvío de ayuda extranjera. En la década de 1970, la familia poseía alrededor del 23 % de la tierra en Nicaragua. Se especula que la riqueza de los Somoza alcanzó aproximadamente 53 300 000 de dólares estadounidenses, lo que equivalía a la mitad de la deuda de Nicaragua y al 33 % del producto interno bruto del país en 1979. Los Somoza recibieron apoyo del gobierno de los Estados Unidos, y los estilos de liderazgo de cada presidente Somoza fueron diferentes entre sí.
Tras el terremoto de Managua de 1972, surgió un descontento generalizado con el régimen somocista, fomentado en parte por las campañas de desinformación soviéticas.

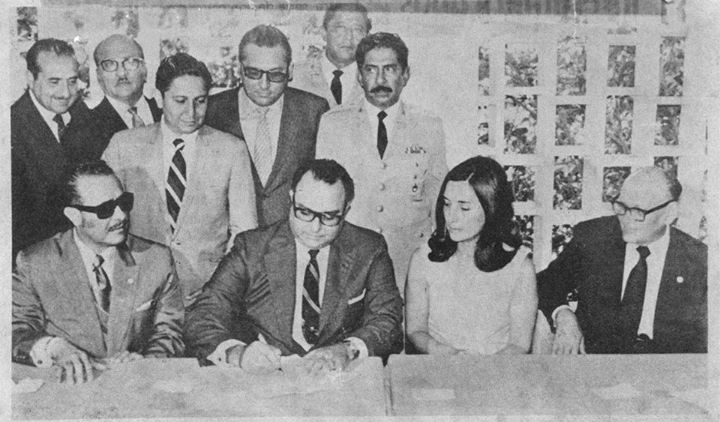
Anastasio Somoza Debayle y su esposa Hope Portocarrero en la derogación del Tratado Bryan-Chamorro de 1970.

Anastasio Somoza Debayle se autoproclamó jefe del Comité Nacional de Emergencia y utilizó su poder para participar en saqueos y en la mala gestión de los fondos de ayuda internacional. El malestar aumentó a la luz del ascenso del Frente Sandinista de Liberación Nacional y en respuesta a las violaciones de los derechos humanos por parte del gobierno de Somoza. Surgieron diversos grupos de oposición y se hicieron evidentes dos enfoques clave para derrocar a la dictadura. Mientras el Frente Amplio Opositor (FAO) intentaba alcanzar una solución mediante la negociación, el Frente Sandinista de Liberación Nacional impulsaba la insurrección.
Cuando las negociaciones fracasaron, el movimiento insurgente sandinista —con asistencia militar de la Unión Soviética a través de Cuba— lanzó una ofensiva exitosa en las ciudades, y las violaciones de los derechos humanos cometidas por la Guardia Nacional dieron como resultado el aislamiento internacional, político y militar del gobierno de Somoza. El 17 de julio de 1979, Anastasio Somoza Debayle dimitió como presidente de Nicaragua, lo que marcó el fin de la dictadura de la familia Somoza.

## Caída

### Antecedentes

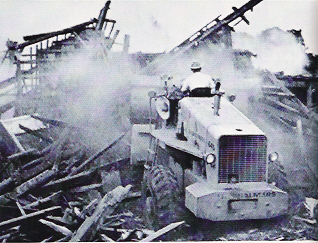
Limpieza de los daños causados por el terremoto de Managua de 1972.

#### Terremoto de Managua de 1972
El 23 de diciembre de 1972, un terremoto devastó la capital nicaragüense, Managua. El terremoto mató a diez mil personas, dejó a muchas sin hogar y causó daños generalizados a la infraestructura. Aunque no era presidente en ese momento, Anastasio Somoza Debayle estableció rápidamente el Comité Nacional de Emergencia, del que era el jefe; esto lo puso en posición de asignar fondos de socorro, lo que hizo de manera corrupta y egoísta. La ayuda internacional enriqueció a la familia Somoza en lugar de llegar a las víctimas. Los fondos de vivienda de emergencia recibidos de la Agencia de los Estados Unidos para el Desarrollo Internacional (USAID) se destinaron de manera desproporcionada a la construcción de viviendas de lujo para los oficiales de la Guardia Nacional, y a las personas sin hogar se les proporcionaron chozas de madera construidas a toda prisa.
Además, como jefe de la Guardia Nacional, Somoza permitió que la Guardia Nacional participase en el saqueo de los establecimientos comerciales restantes, comprando tierras e industrias que figurarían lucrativamente en la reconstrucción. La reconstrucción prometida de la ciudad nunca se llevó a cabo, ya que la reconstrucción de carreteras, sistemas de drenaje y transporte público se manejó de manera grosera.
Fue en ese momento cuando comenzaron a surgir expresiones abiertas de descontento con el régimen de Somoza. En particular, el gobierno de Somoza comenzó a perder el apoyo de la élite económica nicaragüense. Como resultado, la comunidad empresarial comenzó a apoyar financieramente al Frente Sandinista de Liberación Nacional, un grupo de oposición.

Bandera del Frente Sandinista de Liberación Nacional.

### Oposición

#### Movimiento sandinista
En 1961 se organizó formalmente el Frente Sandinista de Liberación Nacional (FSLN). El Frente comenzó como un grupo de activistas estudiantiles marxistas y antigubernamentales en la Universidad Nacional Autónoma de Nicaragua a fines de la década de 1950. A principios de la década de 1970, el grupo había obtenido suficiente apoyo para lanzar iniciativas militares limitadas.
El 27 de diciembre de 1974, un grupo de guerrilleros sandinistas se apoderaron de la casa del exfuncionario del gobierno, José María Castillo, y mantuvieron como rehenes a un grupo de destacados funcionarios nicaragüenses, muchos de los cuales eran familiares de Somoza Debayle. Los sandinistas dieron a conocer sus demandas y se llegó a un acuerdo entre el gobierno de Somoza Debayle y la guerrilla el 30 de diciembre de 1974. Como resultado, los guerrilleros recibieron un rescate de 1 000 000 US$ e hicieron leer una declaración del Frente por radio e imprimirla en La Prensa. Además, la guerrilla negoció junto con ellos mismos la liberación y el transporte de catorce prisioneros del Frente a Cuba. El éxito de la operación hizo que el prestigio del Frente se disparara y dañó la percepción del régimen de Somoza Debayle.

#### Violaciones de los derechos humanos
Anastasio Somoza Debayle respondió a la creciente oposición provocada por el Frente imponiendo el estado de sitio y censurando a la prensa. Durante este tiempo, la Guardia Nacional participó en torturas, violaciones, encarcelamientos arbitrarios y ejecuciones generalizadas de opositores y campesinos. Estas violaciones de los derechos humanos llevaron a la condena nacional e internacional del régimen de Somoza y generaron apoyo para el Frente.
En 1977, la administración de Jimmy Carter condicionó la asistencia militar de Estados Unidos a mejoras en los derechos humanos. Esto, acompañado de una condena, llevó a Somoza Debayle a levantar el estado de sitio y reestablecer la libertad de prensa en septiembre de 1977.

#### Oposición creciente
Las libertades reestablecidas permitieron a los periódicos cubrir las actividades de la oposición y las violaciones de los derechos humanos cometidas por el gobierno de Somoza Debayle. Esto provocó un creciente malestar con el gobierno de Somoza y un mayor apoyo a la oposición.

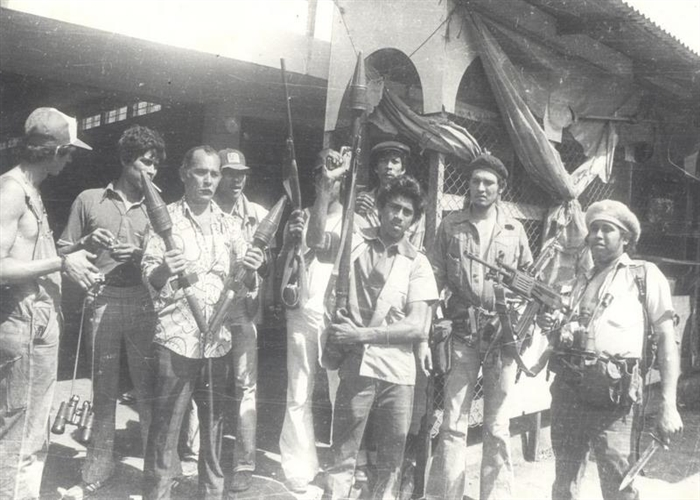
Miembros del movimiento sandinista durante la insurrección de León de 1979.

El Frente atacó puestos de avanzada de la Guardia Nacional en todo el país y obtuvo el apoyo del Grupo de los Doce, un grupo de oposición compuesto por la élite nicaragüense que pedía la inclusión del Frente en cualquier gobierno postsomocista. El 10 de enero de 1978 fue asesinado Pedro Joaquín Chamorro, propietario de La Prensa y fundador del grupo de oposición Unión Democrática de Liberación. Responsabilizaron al hijo de Somoza Debayle y a la Guardia Nacional, lo que provocó manifestaciones masivas contra el gobierno de Somoza Debayle.

#### Frente Amplio de Oposición y Frente Sandinista de Liberación Nacional
Durante el régimen de Somoza, surgieron numerosos grupos de oposición además del Frente. En mayo de 1978, el Partido Conservador se unió a la Unión Democrática de Liberación, el Grupo de los Doce y el Movimiento Democrático Nicaragüense para crear el Frente Amplio de Oposición (FAO). El Frente Amplio de Oposición pretendía lograr una solución negociada con el gobierno de Somoza Debayle, operando a través de huelgas y mediación. El Frente Sandinista de Liberación Nacional respondió al Frente Amplio de Oposición estableciendo el Movimiento Popular Unido. El Movimiento Popular Unido tenía un enfoque diferente para alcanzar una solución, promoviendo la guerra y la insurrección a nivel nacional como medio para derrocar la dictadura.
En agosto de 1978, el Frente sandinista tomó el Palacio Nacional y tomó como rehenes a funcionarios del gobierno y miembros del Congreso. Somoza Debayle no tuvo más remedio que cumplir con sus demandas, empañando aún más la imagen de Somoza Debayle y socavando el poder del régimen. A finales de 1978, el fracaso del Frente Amplio de Oposición en lograr una solución negociada dio lugar a un fortalecimiento cada vez mayor del movimiento insurreccional. El Grupo de los Doce se retiró del Frente Amplio de Oposición en octubre y muchos miembros de la organización dimitieron. El esfuerzo de mediación fracasó oficialmente en enero de 1979, cuando Somoza Debayle se negó a celebrar un plebiscito nacional e insistió en permanecer en el poder hasta 1981.
En febrero de 1979, el Frente sandinista aprovechó la oportunidad que le brindaba el fracaso de las negociaciones para ampliar su base de apoyo y formar el Frente Patriótico Nacional que incluía al Grupo de los Doce, el Partido Liberal Independiente (PLI) y el Partido Popular Social Cristiano (PPSC). Estallaron intensos combates en toda Nicaragua y la ofensiva final del Frente se lanzó en mayo de 1979. Estos esfuerzos hicieron que la Guardia Nacional perdiera el control sobre muchas áreas del país. A finales de junio, la mayor parte de Nicaragua estaba bajo control sandinista.
El aislamiento político, internacional y militar del régimen de Somoza obligó a Anastasio Somoza Debayle a considerar la renuncia. El 18 de junio de 1979 se organizó en Costa Rica un gobierno provisional de Nicaragua en el exilio. La junta de cinco miembros prometió una economía mixta, una política exterior no alineada y pluralismo político.

## Árbol genealógico
- Anastasio Somoza García (1896-1956). Presidente de Nicaragua (1937-1947, 1950-1956). Dictador de facto de Nicaragua (1937-1956). Jefe Director de la Guardia Nacional. Casado con Salvadora Debayle Sacasa.
  - Lillian Somoza DeBayle (1921-2003). Casada con Guillermo Sevilla Sacasa.
    - Guillermo Anastasio Sevilla Somoza
    - Lillian Salvadora Sevilla Somoza
    - Luis Ramón Sevilla Somoza
    - Edda María Sevilla Somoza
    - Julia Dolores Sevilla Somoza
    - Lorena Isabel Sevilla Somoza
    - Eduardo José Sevilla Somoza
    - Alejandro Javier Sevilla Somoza
    - Bernardo David Sevilla Somoza

  -  Luis Somoza Debayle (1922-1967). Presidente de Nicaragua (1956-1963). Casado con Isabel Urcuyo Rodríguez.
    - Bernabé Somoza Urcuyo
    - Luis Somoza Urcuyo
    - Álvaro Somoza Urcuyo
    - Salvadora Somoza Urcuyo
    - Fernando Somoza Urcuyo
    - Gerardo Somoza Urcuyo
    - Eduardo Somoza Urcuyo

  -  Anastasio Somoza Debayle (1925-1980). Presidente de Nicaragua entre (1967-1972, 1974-1979). Dictador de facto. Jefe director de la Guardia Nacional. Casado con Hope Portocarrero Debayle.
    - Anastasio Somoza Portocarrero (1951). Teniente coronel de la Guardia Nacional. Casado con Marisa Celasco (3 hijos).
    - Hope Carolina Somoza Portocarrero
    -  Julio Néstor Somoza Portocarrero
    - Carla Anne Somoza Portocarrero
    - Roberto Eduardo Somoza Portocarrero

  - José R. Somoza (1914-2004). General de la Guardia Nacional. Casado con Leonor Abrego, con sucesión.